# Serhou Guirassy
Serhou Yadaly Guirassy (nascut el 12 de març de 1996) és un futbolista professional guineà que juga com a davanter al Borussia Dortmund Bundesliga. Guirassy va néixer a Arles, França, de pares guineans, i juga amb la selecció de Guinea.

## Carrera de club
Guirassy va començar la seva carrera jugant als clubs Montargis, Amilly i Laval.

### Lille
El juliol de 2015, Guirassy es va incorporar al Lille procedent de Laval, signant un contracte de quatre anys. Es va informar que la quota de transferència va ser d'un milió d'euros.

### 1. FC Köln
Guirassy va fitxar pel FC Köln el juliol de 2016, signant-hi un contracte de cinc anys. Poc després d'arribar a Köln, es va sotmetre a una cirurgia de menisc. Més tard, a la primera meitat de la temporada 2016-17, problemes musculars el van mantenir fora de joc. Va debutar a la Bundesliga a la jornada 26, l'1 d'abril de 2017, en una derrota per 2-1 contra l'Hamburger SV. Dies després, va tornar a impedir jugar per problemes musculars. Cap al final de la temporada, Guirassy va alletar una inflamació de l'articulació de l'os púbic.
En la seva segona temporada, va marcar el seu primer gol en una derrota per 2-1 fora de casa contra el Bayer Levekusen el 28 d'octubre de 2017. Cinc dies després, va marcar el seu primer gol a l'Europa League en una victòria per 5-2 sobre el BATE Borisov. Més tard aquell mes, va marcar l'únic gol en una victòria per 1-0 contra l'Arsenal FC en el mateix torneig. Finalment, el FC Köln va acabar últim a la lliga i va baixar, amb Guirassy com el seu màxim golejador en totes les competicions.

### Amiens
El gener del 2019 va ser cedit a l'Amiens fins a final de temporada. Amiens va exercir una opció i va comprar els drets de Guirassy per a la temporada vinent. S'ha informat que les despeses de transferència són d'uns 5 a 6 milions d'euros. Amiens més tard va aprofitar l'opció i va convertir l'acord en permanent.
El 15 de febrer de 2020, va marcar un doblet en un empat 4-4 contra el Paris Saint-Germain, amb el seu segon gol igualant el partit en el temps de descompte. No obstant això, l'Amiens va baixar de categoria mentre es trobava a la 19a posició, quan la lliga es va suspendre prematurament arran de l'esclat de la COVID-19 a França.

### Rennes
El 27 d'agost de 2020, Guirassy va fitxar pel Rennes de la Ligue 1 amb un contracte de cinc anys. Va marcar els seus dos primers gols amb el club en el mateix partit, una victòria a la Lliga per 4–2 contra el Nîmes Olympique. El 20 d'octubre de 2020, va marcar el seu primer gol a la Lliga de Campions en un empat 1-1 contra el Krasnodar la temporada 2020-21, que també va ser el primer gol del seu club a la competició. El 20 de març de 2022, va marcar el seu primer hat-trick de la seva carrera en una golejada per 6-1 contra el FC Metz.

### VfB Stuttgart
L'1 de setembre de 2022, Guirassy va fitxar pel club de la 1. Bundesliga VfB Stuttgart cedit per a la temporada 2022-23. El 31 de maig de 2023, el club va anunciar que havia activat l'opció de fer el trasllat permanent, signant un contracte de tres anys.
A la temporada 2023-24, Guirassy va marcar deu gols en els primers cinc partits, inclòs el seu primer hat-trick de la Bundesliga contra el Mainz, per igualar un rècord anterior establert per Robert Lewandowski el 2020-21. També va establir el rècord de la Bundesliga de més gols d'un jugador en els primers set partits d'una temporada marcant un hat-trick en 15 minuts en una victòria per 3-1 contra el Wolfsburg. Això va establir el rècord de 13 gols, superant el rècord d'11 de Robert Lewandowski tant a la 2019-20 com a la 2020-21. Després d'haver marcat el seu 14è gol de la temporada en un partit fora de casa contra l'Union Berlin, va ser substituït als 30 minuts de joc a causa d'una lesió als isquiotibials. Més tard es va perdre dos partits de lliga, abans d'aconseguir marcar un penal per assegurar-se una victòria per 2-1 sobre el Borussia Dortmund, i per assolir 15 gols en els seus primers nou partits de la temporada.
El 13 d'abril de 2024, va marcar el seu 25è gol a la Bundesliga en una victòria per 3-0 sobre l'Eintracht Frankfurt, batent el rècord de més gols d'un jugador de l'Stuttgart en una sola campanya establert per Mario Gómez la temporada 2008-09. Uns dies més tard, va ser nomenat Jugador del Mes de març, aconseguint el premi per segona vegada en la temporada després de setembre de 2023. A l'última jornada de la temporada 2023-24, va marcar un doblet en una victòria per 4-0 sobre el Borussia Mönchengladbach, acabant la temporada amb 28 gols en 28 partits, només per darrere de Harry Kane. A més, va marcar el primer gol per 12a vegada aquella temporada durant el partit, empatant un rècord de la Bundesliga establert per Gerd Müller el 1969–70, Ailton el 2003–04 i Stefan Kießling el 2012–13. Guirassy va ser classificat com el màxim golejador africà a la temporada de la Bundesliga 2023-24 per African Folder.

### Borussia Dortmund
El 18 de juliol de 2024, Guirassy va signar un contracte de quatre anys amb el Borussia Dortmund per una quota de transferència de 18 milions d'euros. Més tard aquell mateix any, el 18 de setembre, va marcar el seu primer gol de penal en una victòria per 3-0 fora de casa contra el Club Brugge a la fase de grups de la Lliga de Campions.
L'11 de febrer de 2025, Guirassy va marcar el seu desè gol a la Lliga de Campions en una victòria per 3-0 a l'Sporting de Lisboa, convertint-se en el màxim golejador de la competició i en el tercer jugador de la història de Dortmund, després de Robert Lewandowski i Erling Haaland, a marcar deu gols en una sola campanya de la Lliga de Campions. El 22 de febrer, per primera vegada en la seva carrera, Guirassy va marcar quatre gols fora del partit en una victòria a casa per 6-0 sobre l'Union Berlin, convertint-se en el tercer jugador del Dortmund al segle XXI juntament amb Pierre-Emerick Aubameyang i Erling Haaland a marcar quatre gols en un partit de la Bundesliga. També va ser la primera vegada que Guirassy marcava més de dos gols en un partit amb el Dortmund. Més tard aquell mateix any, el 15 d'abril, va aconseguir el seu primer hat-trick de la Lliga de Campions en una victòria per 3-1 contra el Barcelona durant els quarts de final de la competició, convertint-se en el màxim golejador de tots els temps d'Àfrica en una sola campanya.

## Carrera internacional
Guirassy va ser un internacional juvenil de França. No obstant això, va decidir representar el país d'origen dels seus pares, la República de Guinea, a nivell superior. Va debutar a la selecció de Guinea en un amistós 0-0 contra Sud-àfrica el 25 de març de 2022, celebrat a Kortrijk, Bèlgica.
El desembre de 2023, va ser nomenat a la selecció de Guinea per a la Copa d'Àfrica de Nacions 2023 a Costa d'Ivori.

## Palmarès
Individual
- Jugador del mes de la 1. Bundesliga: setembre de 2023, març de 2024 i febrer de 2025[42]
- Equip de la temporada de la Bundesliga: 2023–24[43]
- Equip de la temporada de la VDV Bundesliga : 2023–24[44]